# Stock im Eisen
A Stock im Eisen (szöges fatörzs) egy, a középkorból származó kéttörzsű lucfenyő középső darabja, amelybe szögeket vertek az évszázadok során. Az első írásos említése 1533-ból származik, és még ma is az eredeti helyén található Bécsben, a Stock-im-Eisen téren, a Graben és a Kärntnerstrasse sarkán, az Equitable palotánál. A 2,19 m magas fatörzs csehországi gránit talapzaton áll. Ez a legrégebbi a fennmaradt szöges fatörzsek közül.
Az 1533-as oklevél vasba ágyazott fatörzsnek említi a közepén elhelyezett vaspánt miatt, amelyen lakathoz hasonló vasdarabot erősítettek. A belevésett HB valószínűleg Hans Buettinger háztulajdonosra utal, aki 1575-ben felújíttatta a vaspántot.  
Az 1975-ben végzett vizsgálatok eredménye szerint a lucfenyő 1400 körül kezdett nőni, és kb. 1440-ben vágták ki. A szögeket akkor kezdték beleverni, amikor a fa még élt. Már 1548-ban a Stock-im-Eisen tér egyik háza előtt állt. 1715 után vándor mesterlegények ütöttek bele szögeket. 

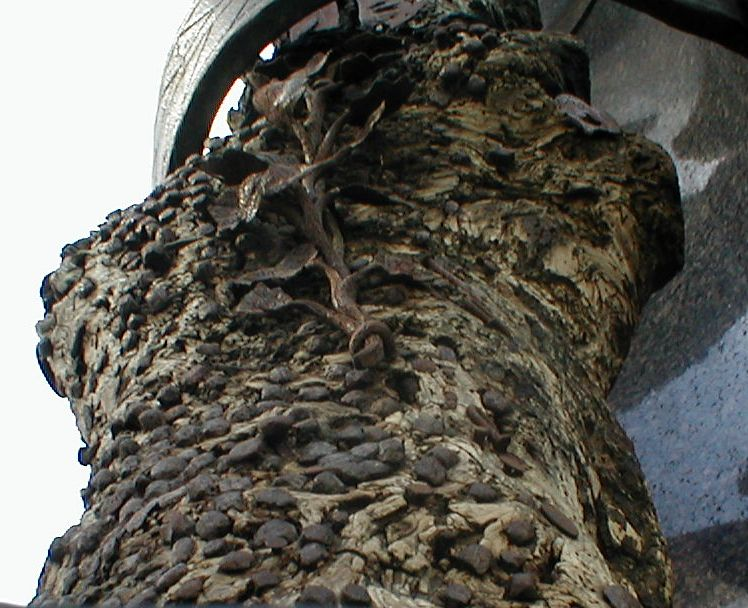
A Stock im Eisen közelről

A Habsburg Birodalom több országában, valamint Délkelet-Európában ismert ez a szokás. Magyarország és Románia több városában találhatók szögekkel bevert fatörzsek. Nem ismeretes, hogy a 18. század előtt miért vertek szögeket fák törzsébe. A középkorban szokás volt, hogy keresztekbe, fákba, sőt sziklákba vertek szögeket azért, hogy megóvják magukat a rossztól, vagy hogy ezzel a fogadalmi adománnyal fejezzék ki hálájukat a gyógyulásért. A szög drága áru volt a középkorban, nem pazarolták ok nélkül. 
Csak a 18. században terjedt el az a szokás, hogy az átutazó kovácsok és kovácssegédek a szög beverésével hagytak emléket maguk után.
Egy 17.–18. századi bécsi legenda szerint maga az ördög vasalta meg a fatörzset.

## Fordítás
- Ez a szócikk részben vagy egészben a Stock-im-Eisen (Wien)  című német Wikipédia-szócikk ezen változatának fordításán alapul.  Az eredeti cikk szerkesztőit annak laptörténete sorolja fel. Ez a jelzés csupán a megfogalmazás eredetét és a szerzői jogokat jelzi, nem szolgál a cikkben szereplő információk forrásmegjelöléseként.